# جون يانسن
جون يانسن (بالإنجليزية: Jon Jansen)‏ (و. 1976  م) هو لاعب كرة قدم أمريكية، من الولايات المتحدة، ولد في كلوسون، يلعب كمصطدم ‏.

## التعليم
تعلم في جامعة ميشيغان.